# De Havilland Gipsy
Il de Havilland Gipsy è un motore aeronautico a 4 cilindri in linea raffreddato ad aria sviluppato dall'azienda britannica de Havilland Engine Company nei tardi anni venti.
Destinato ad equipaggiare velivoli leggeri, venne progettato da Frank Halford nel 1927 al fine di trovare un'alternativa all'ADC Cirrus per motorizzare il de Havilland DH.60 Moth. Inizialmente sviluppato per offrire sul mercato un'alternativa nel settore dei motori dalla cilindrata attorno ai 5 litri (300 pollici cubi), venne in seguito più volte modificato sviluppando versioni rovesciate e dalla maggiore cubatura e potenza erogabile.
Il Gipsy riuscì a raggiungere un notevole successo commerciale divenendo in breve tempo uno dei più popolari motori per aerei da turismo del periodo tra le due guerre mondiali e venendo adottato per equipaggiare una varia gamma di modelli tra aerei leggeri, da addestramento, da collegamento ed aerotaxi, sia di produzione britannica che straniera, fino all'avvento della seconda guerra mondiale. Oltre ad aver contribuito alla solidità economica della de Havilland Aircraft Company come costruttrice di velivoli leggeri, riuscì a far accreditare l'azienda come affermata azienda motoristica per il settore.
Il Gipsy risulta ancora come dotazione in numerosi velivoli d'epoca che grazie alla sua longevità riesce a conservarli in condizioni di volo.

## Storia del progetto
Il Gipsy venne ideato grazie all'iniziativa ed alla collaborazione tra l'imprenditore Geoffrey de Havilland, a capo dell'azienda aeronautica da lui fondata, ed il progettista di motori Frank Halford per rispondere all'esigenza legata al de Havilland DH.60 Moth, un'evoluzione che lo accomuna alle prime fasi di sviluppo dell'ADC Cirrus.

### L'origine del Cirrus
Nel 1925 Geoffrey de Havilland era alla ricerca di una motorizzazione a buon mercato da utilizzare come equipaggiamento di velivoli leggeri da turismo sportivo. Più precisamente cercava un motore che avesse caratteristiche comparabili a quello che preferiva tra quelli a disposizione durante il periodo della prima guerra mondiale, il Renault 8G, un 8 cilindri a V da 240 hp (180 kW) raffreddato ad aria, ma che pesasse la metà così come fosse la metà la potenza che riusciva ad esprimere. Per soddisfare questa esigenza Halford decise di abbinare un basamento di nuova progettazione, con un albero a quattro gomiti su cui adattare i quattro cilindri del Renault, numerosi altri componenti meccaniche dello stesso motore e parti provenienti da quella destinata ai motori per autovetture. Il risultato fu un motore in linea in grado di erogare 60 hp (45 kW), meno di quanto fossero le sue aspettative ma comunque superiore a tutti i motori contemporanei destinati ad aerei leggeri. La caratteristica più importante era che era stato concepito appositamente per l'uso aeronautico, in un momento in cui i suoi concorrenti non erano più che dei motori motociclistici adattati per il funzionamento ad alta quota. Essendosi assicurato un motore idoneo, la de Havilland Aircraft iniziò la produzione del DH.60 Moth e la combinazione tra un propulsore affidabile, l'ADC Cirrus, ed un affidabile velivolo per la formazione dei nuovi piloti, il Moth, segnò l'inizio dell'espansione del volo sportivo nella Gran Bretagna.
Nel 1927 tuttavia, il Moth rischiava di diventare vittima del suo stesso successo commerciale, dato che gli ordini che si susseguivano andavano ad esaurire le scorte surplus di Renault necessarie per costruire il Cirrus. Il successo commerciale del Moth era riuscito a dare una solida base finanziaria all'azienda tanto che la de Havilland Aircraft decise di ovviare al problema investendo su se stessa e dando inizio alla creazione di una propria divisione motoristica. Geoffrey de Havilland decise di rivolgersi nuovamente all'amico Halford chiedendogli questa volta di progettare un motore aeronautico completamente nuovo di peso e prestazioni paragonabili alla versione più recente del Cirrus, il Cirrus Hermes da 105 hp (78 kW).

### DH.71 Tiger Moth racer
Halford e de Havilland avviarono rapidamente una serie di test su un motore da 135 hp (101 kW) per poi depotenziarlo ai 100 hp (75 kW) per i modelli di produzione serie. Mentre Halford iniziò a costruire il motore, de Havilland progettò il suo banco di prova: "modestamente" fu nominato DH.71 racer. Vennero costruiti due DH.71 e, anche se in un periodo di eccesso di fiducia vennero chiamati Tiger Moth, la loro carriera agonistica fu piuttosto tranquilla. La loro unica prestazione di rilievo fu la conquista di un record mondiale di velocità per la loro classe di peso, raggiungendo i 186 mph (299 km/h). (Il nome Tiger Moth sarebbe poi essere riutilizzato per l'addestratore DH.82 e fu con questo che raggiunse una maggior fama.) Ciò che il DH.71 non riuscì ad ottenere in successi sportivi, lo realizzò nel creare la esperienza per lo sviluppo di un nuovo motore, e quando la carriera del DH.71 finì, la versione perfezionata da 100 hp (75 kW), del nuovo motore (ora denominato Gipsy), iniziò la sua carriera.

## Tecnica
Come il Cirrus, il nuovo Gipsy fu un 4 cilindri in linea raffreddato ad aria di appena 300 lb (136 kg) ed in grado di erogare una potenza pari a 98 hp (73 kW) a 2 100 giri/min. I cilindri avevano un alesaggio di 4.5 in (110 mm) che abbinati ad una corsa di 5 in (130 mm) portavano ad una cilindrata complessiva di 319 cu in (5,23 L). Ben presto venne sviluppato nel Gipsy II da 120 hp (89 kW); entrambi i modelli andavano ad equipaggiare il DH.60G Gipsy Moth. Il nuovo motore ha dimostrato di essere docile nell'erogazione, dalla facile manutenzione e, come dimostrato in molti voli a lunga distanza dal nuovo Gipsy Moth, affidabile.

### Nascita del Gipsy Major

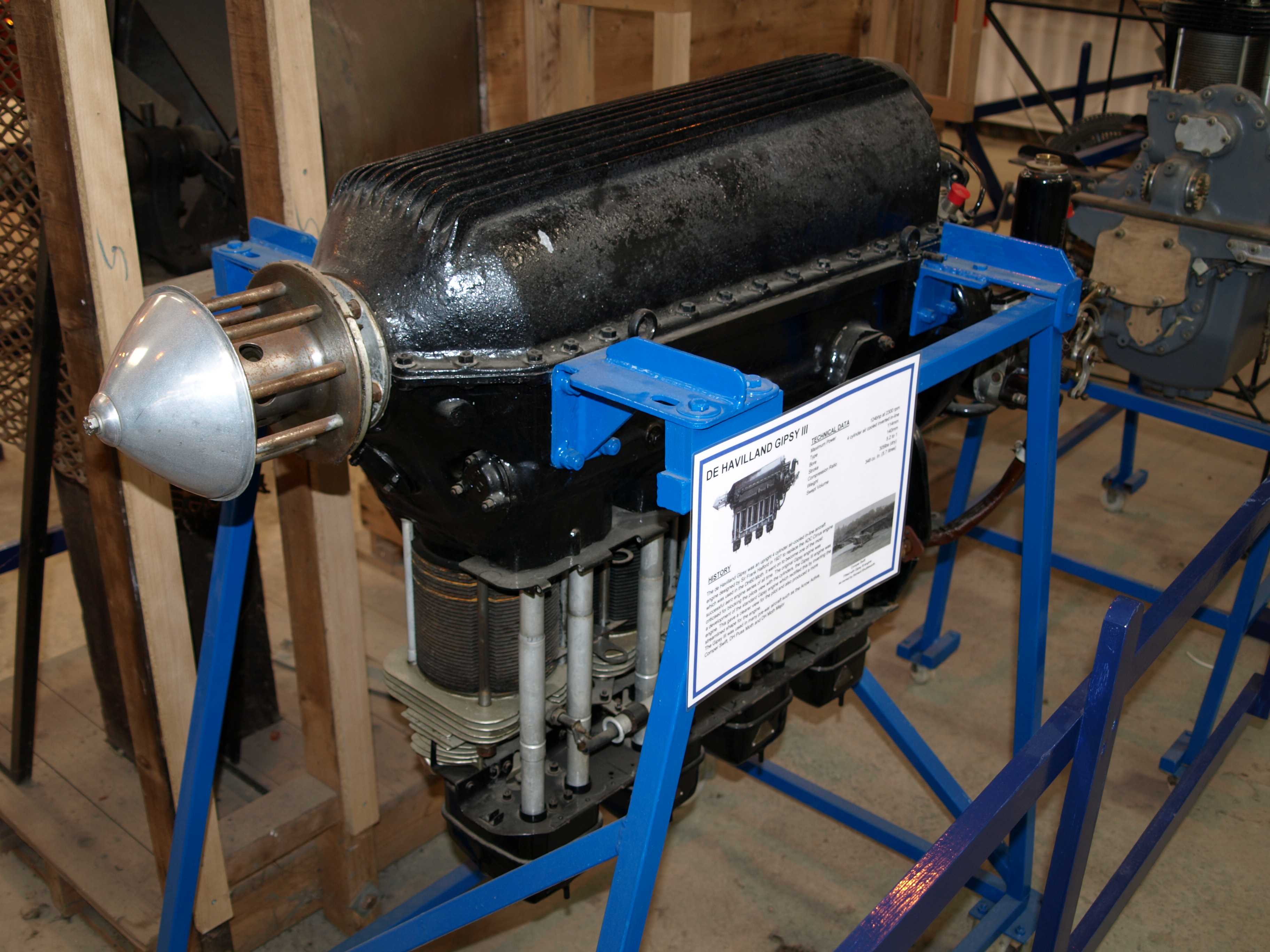
Il de Havilland Gipsy III conservato presso lo Shuttleworth Collection.

Il Gipsy presentava però un inconveniente. La sua era un'architettura convenzionale dove i cilindri erano ancora posizionati sopra all'albero a gomiti, per cui una volta installato i pacchi radianti sporgevano dalla parte superiore della fusoliera andando a ridurre il campo visivo del pilota. Abbassare il motore era impossibile in quanto l'albero motore era collegato direttamente all'asse dell'elica, e l'elica non poteva essere collocata troppo in basso per evitare che potesse toccare terra con le sue estremità durante atterraggi duri o su campi sconnessi. La soluzione venne dalle affermazioni di diversi piloti che si vantavano di essere in grado di rimanere in volo rovesciato con il loro Moth per tutto il tempo che volevano, se non fosse per la posizione del serbatoio del combustibile e per il carburatore che avrebbero dovuto essere invertiti. Halford decise quindi di testarne le possibilità montando un motore Gipsy rovesciato e poi invertendo il suo carburatore perché risultasse montato correttamente. Il progetto così applicato dimostrò di funzionare perfettamente sia nella sua posizione originale che in quella rovesciata così in poco tempo le linee di produzione del Gipsy I e II furono sostituite con le linee di produzione del motore Gipsy III, a quattro cilindri rovesciati. Il Moth equipaggiato con questo motore venne indicato come DH.60 G-III; così come con il Gipsy III venne velocemente sviluppato nel Gipsy Major, ed il DH.60 G-III che lo utilizzava venne indicato come Moth Major
Sulla scia del successo ottenuto con il DH.60, de Havilland iniziò lo sviluppo di altri modelli da turismo sportivo e da addestramento, ognuno dei quali equipaggiato con un motore Gipsy. Inoltre divenne fornitore di motori per altre aziende aeronautiche, ed in particolare il Gipsy Major fu scelto come motore in numerosi progetti per velivoli leggeri, sia nazionali che esteri, tra i più noti l'addestratore DH.82A Tiger Moth utilizzato durante la seconda guerra mondiale.

## Varianti

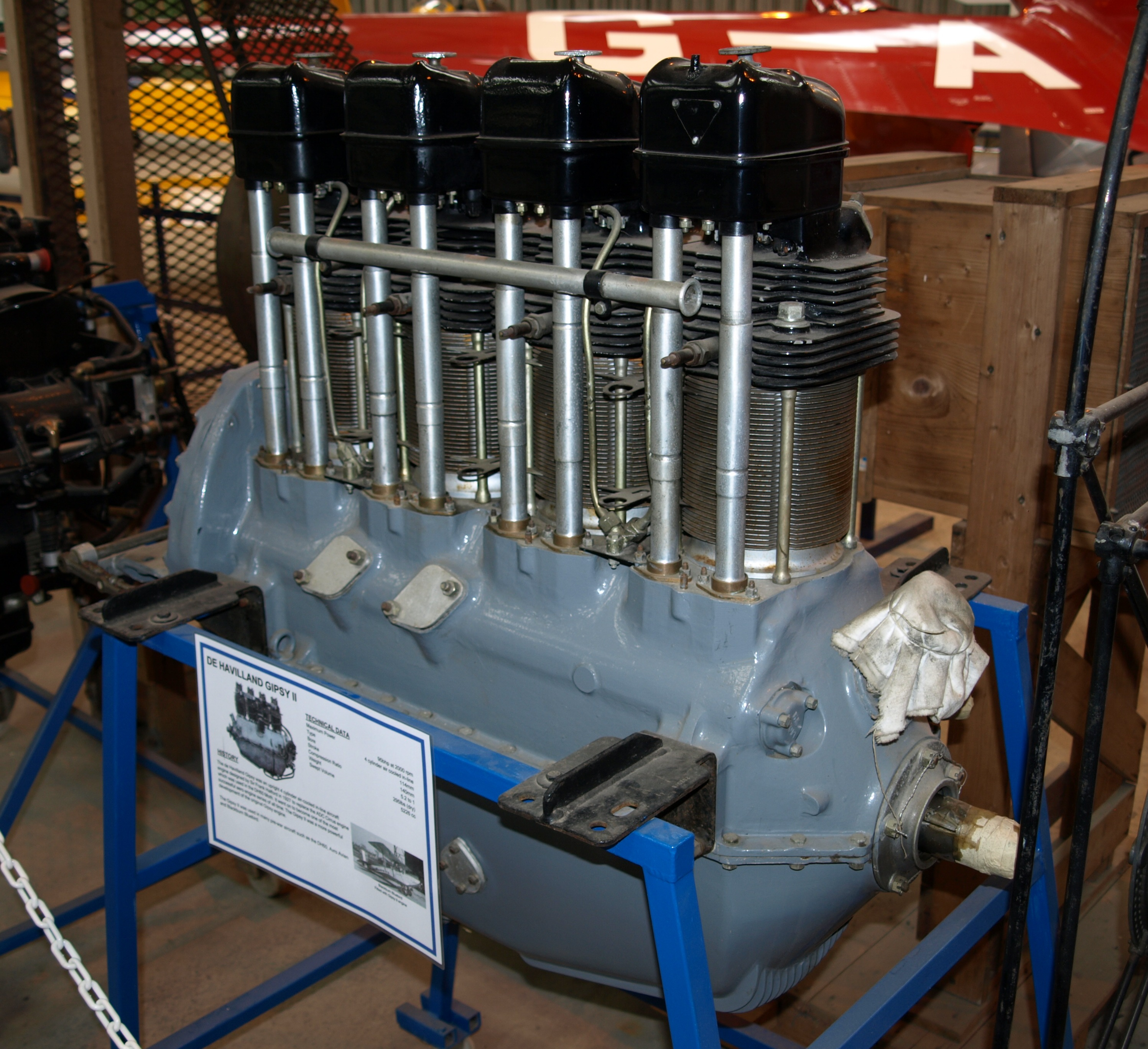
Il Gipsy II in esposizione allo Shuttleworth Collection.

Gipsy I
prima versione avviata alla produzione in serie, realizzato in 1 445 esemplari.
Gipsy II
corsa incrementata a 5.5 in (140 mm). Potenza 120 hp (90 kW) a 2 300 giri/min, realizzato in 309 esemplari
Gipsy III
come il Gipsy II, ma rovesciato. realizzato in 611 esemplari.
Gipsy IV
versione ridotta rovesciata a quattro cilindri in linea, derivata dal Gipsy III, destinata ad aerei da turismo sportivo leggeri. Progenitore dei Gipsy Minor, potenza 82 hp (61 kW).
Gipsy Major
ulteriore sviluppo del Gipsy III. Originariamente da 130 hp (92 kW) in seguito da 141 e 145 hp (105, 110 kW)
Gipsy Minor
ulteriore sviluppo del Gipsy IV. Potenza 90 hp (67 kW).
Gipsy R
versione da competizione destinata al de Havilland DH.71 Tiger Moth. 135 hp (100 kW) a 2,850 giri/min.
Wright-Gipsy L-320
designazione del Gipsy I prodotto su licenza negli Stati Uniti d'America.

## Applicazioni
Lista estratta da British Piston Engines and their Aircraft. Il Gipsy Minor ed il Gispy Major non sono inclusi.

### Gipsy I
- Avro Avian
- Bartel BM-4
- Blackburn Bluebird IV
- Breda Ba.15
- de Havilland DH.60G Gipsy Moth

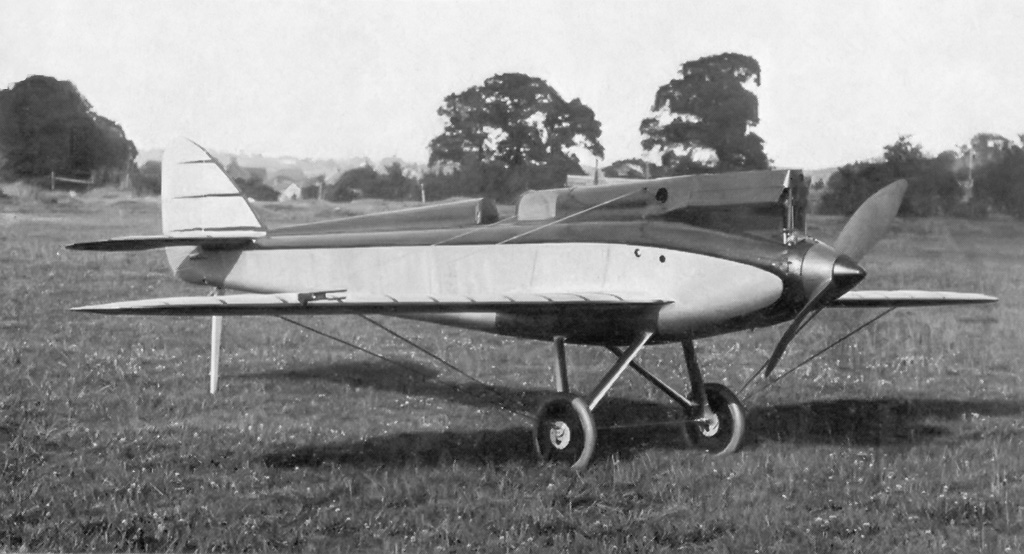
Il de Havilland DH.71 Tiger Moth racer.

- de Havilland DH.60T Gipsy Moth Trainer
- de Havilland DH.71 Tiger Moth racer
- PZL.5
- Simmonds Spartan
- Southern Martlet
- Spartan Arrow
- Westland Widgeon

### Gipsy II
- Airspeed Ferry
- Avro Avian
- Blackburn Bluebird IV
- de Havilland DH.60G Gipsy Moth

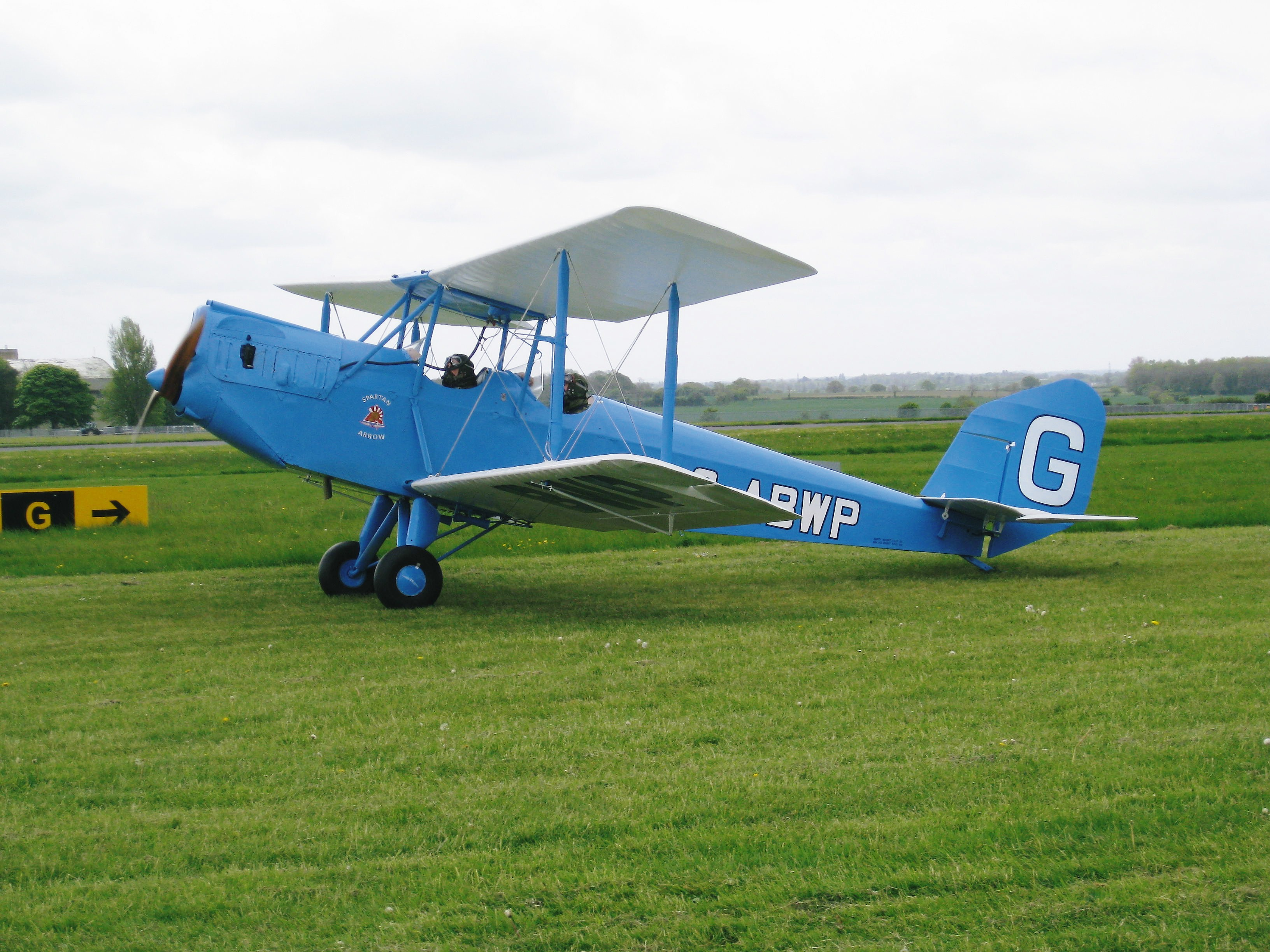
Lo Spartan Arrow motorizzato Gipsy II.

- de Havilland DH.60T Gipsy Moth Trainer
- PZL.5
- RWD-4
- Saro Cutty Sark
- Saro Windhover
- Short Mussel
- Simmonds Spartan
- Southern Martlet
- Spartan Arrow
- Spartan Three Seater

### Gipsy III

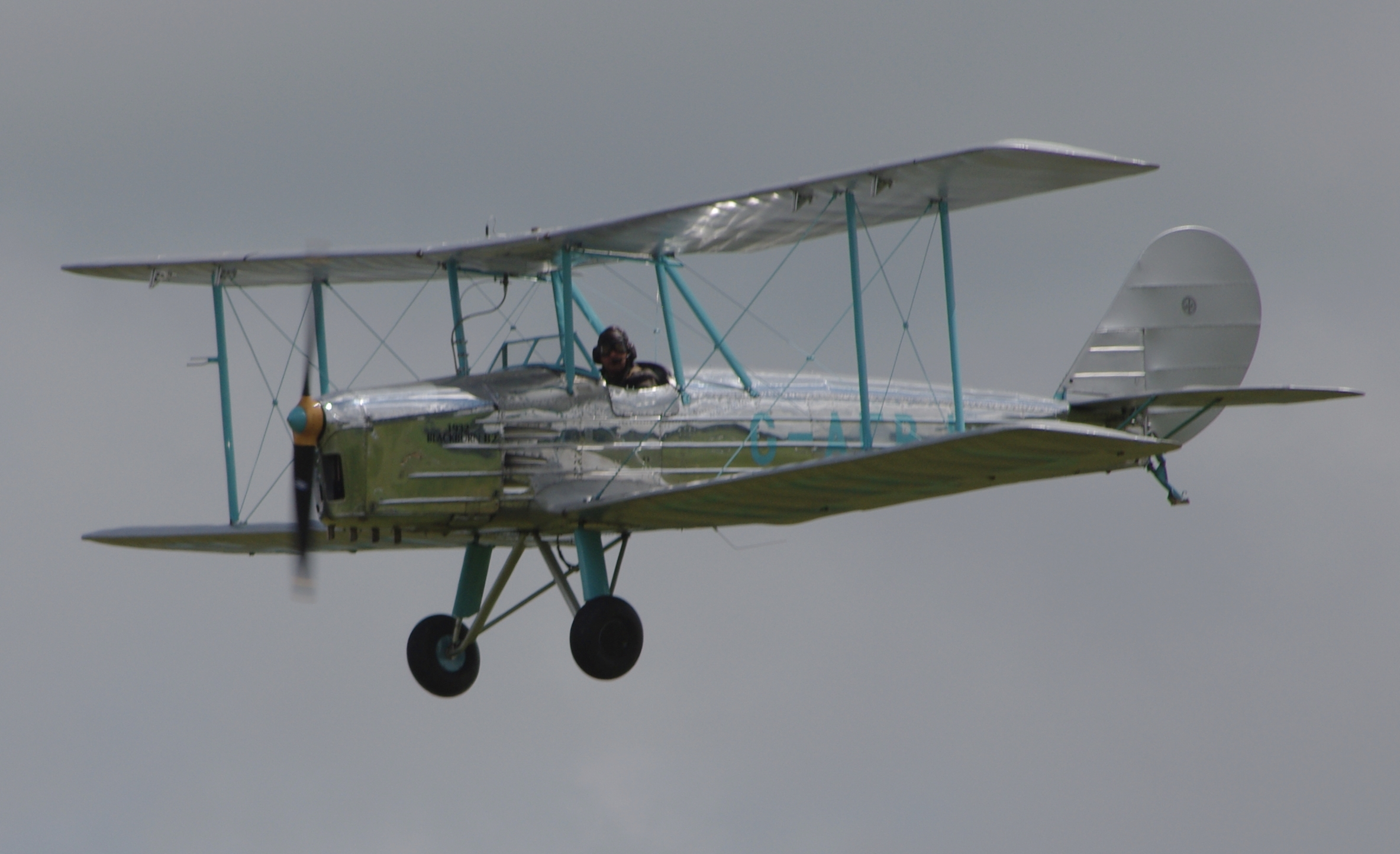
Un Blackburn B-2 ancora in condizioni di volo.

- Airspeed Ferry
- Arrow Active
- Avro Avian
- Bartel BM-4
- Blackburn Bluebird IV
- Blackburn B-2
- Blackburn-Saro Meteor
- Breda Ba.33
- Cierva C.24
- Comper Swift
- Darmstadt D-22
- de Havilland DH.60G Gipsy Moth
- de Havilland DH.60GIII Moth Major
- de Havilland DH.80 Puss Moth
- de Havilland DH.82A Tiger Moth I
- de Havilland DH.83 Fox Moth
- de Havilland DH.85 Leopard Moth
- de Havilland DH.87 Hornet Moth
- de Havilland T.K.1
- Desoutter Mk.II
- Heinkel He 64C
- Klemm Kl 26
- Klemm Kl 27
- Klemm Kl 32
- Miles Hawk
- Miles Hawk Major
- Pander P-3
- PZL.19
- Saro Cutty Sark
- Saro-Percival Mailplane
- Spartan Cruiser
- Westland-Hill Pterodactyl

### Gipsy IV
- de Havilland DH.81 Swallow Moth

### Gipsy R
- de Havilland DH.71 Tiger Moth racer

## Esemplari sopravvissuti
Al novembre 2015, nei registri del Civil Aviation Authority (CAA), l'organo deputato alla gestione dell'aviazione civile britannica, risultavano ancora 17 de Havilland DH.60 Moth equipaggiati con motore Gipsy, non tutti in condizioni di volo. Alcuni esemplari sono inoltre esposti in musei e collezioni private, tra cui il de Havilland Aircraft Heritage Centre e l'associazione Shuttleworth Collection.

### Motori correlati
- de Havilland Gipsy Major
- de Havilland Gipsy Six

### Motori similari
- ADC Cirrus
- Alfa Romeo 110
- Hirth HM 504
- Menasco C4